# Roland Jahn

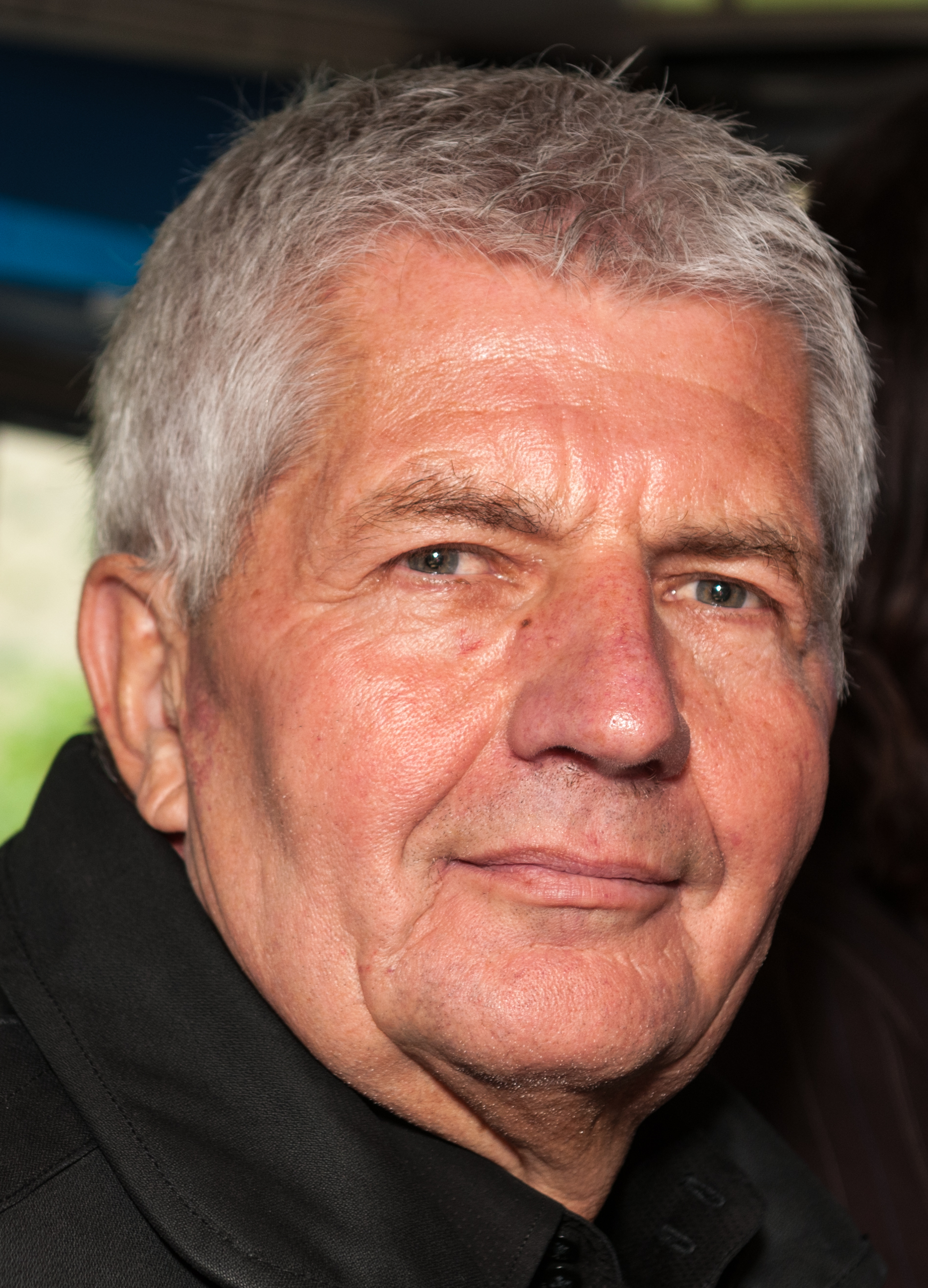
Roland Jahn, 2017

Roland Jahn (* 14. Juli 1953 in Jena) ist ein deutscher Journalist. Er war der letzte Leiter der Stasiunterlagenbehörde BStU.
Als Dissident, SED-Gegner und Bürgerrechtler gehörte er in der DDR zur Opposition. 1983 war er einer der Mitbegründer der Friedensgemeinschaft Jena und wurde noch im selben Jahr zwangsausgebürgert.
2011 wählte der Bundestag Jahn zum neuen Bundesbeauftragten für die Unterlagen des Staatssicherheitsdienstes der ehemaligen Deutschen Demokratischen Republik. 2016 wiedergewählt, übte er diese Tätigkeit über zehn Jahre aus, bis die Behörde mit Wirkung zum 17. Juni 2021 in das Bundesarchiv überführt wurde.

## Leben

### Als Bürgerrechtler in der Opposition zur DDR
Nach dem Abitur 1972 leistete Jahn Grundwehrdienst bei der Volkspolizei-Bereitschaft in Rudolstadt und nahm 1975 ein Studium der Wirtschaftswissenschaften in Jena auf. Seine Opposition begann mit öffentlichen Protesten gegen die Ausbürgerung Wolf Biermanns. Am 1. Mai 1977 trug er ein leeres weißes Plakat auf der offiziellen Maikundgebung, um die Zensur in der DDR zu kritisieren. Unter dem Vorwurf marxistischer „Wissenslücken“ wurde er 1977 exmatrikuliert und arbeitete fortan als Transportarbeiter beim VEB Carl Zeiss Jena zur Bewährung in der Produktion. 1978 lernte er Petra Falkenberg kennen und 1979 kam ihre gemeinsame Tochter zur Welt. Jahn demonstrierte weiterhin offen gegen die SED-Diktatur. 1982 verschickte er Postkarten mit seinem eigenen Foto, auf dem eine Gesichtshälfte als Hitler und die andere als Stalin geschminkt war. In der Lokalzeitung schaltete er eine Trauerannonce zur Erinnerung an den unaufgeklärten Tod seines Freundes Matthias Domaschk, der am 12. April 1981 in der Stasi-Untersuchungshaftanstalt Gera umgekommen war. Außerdem klebte er die Annonce heimlich im Stadtzentrum von Jena als öffentliches Flugblatt.
Nach einer Protestaktion bei der Militärparade am 1. Mai 1982 wurde er mehrfach festgenommen und verhört. Am 1. September kam er sechs Monate in Untersuchungshaft, weil er die polnische Nationalfahne mit der Aufschrift „Solidarność z polskim narodem“ (Solidarität mit dem polnischen Volk) an seinem Fahrrad angebracht hatte. Er wurde zu 22 Monaten Haft wegen „öffentlicher Herabwürdigung der staatlichen Ordnung“ und „Missachtung staatlicher Symbole“ verurteilt, kam aber nach internationalen Protesten und Berichten in bundesdeutschen Medien wieder frei. In der Haft unterschrieb er unter Zwang einen Ausreiseantrag, den er nach der vorzeitigen Haftentlassung wieder zurückzog. Im März 1983 gründete er mit Oppositionellen wie Frank und Eve Rub sowie weiteren aus dem Umfeld der Jungen Gemeinde Stadtmitte wie Dorothea Rost und Andreas Friedrich die Friedensgemeinschaft Jena, die für einen Sozialen Friedensdienst eintrat und mit Demonstrationen und weiteren Aktivitäten politische Partizipation einforderte.
Die Friedensgemeinschaft Jena war insofern einzigartig, als sie außerhalb öffentlicher und kirchlicher Strukturen wirkte. Um sie zu zerschlagen, führte die Stasi die „Aktion Gegenschlag“ durch. Ab 18. Mai 1983 wurden über 40 oppositionelle Friedensaktivisten aus Jena und Apolda in den Westen abgeschoben. Am 8. Juni 1983 wurde auch Jahn gewaltsam aus der DDR ausgebürgert. Er wurde unter einem Vorwand zum Wohnungsamt bestellt, wo ihn ein Stasi-Kommando festnahm, in Knebelketten zum Grenzbahnhof Probstzella brachte und in das letzte Abteil des nächsten Interzonenzugs nach Bayern einschloss.
Einen Monat später, während des Evangelischen Kirchentages vom 7. bis 10. Juli 1983 in Dresden, wies der damalige Konsistorialpräsident aus Berlin und spätere Ministerpräsident von Brandenburg Manfred Stolpe die Frage eines Teilnehmers nach den Ausbürgerungen um Roland Jahn und der "Jenaer Friedensgruppierung" zurück. Er betonte, dass "Jahn in Jena eine Außenseiterrolle gespielt und selbst [einen] Ausreiseantrag gestellt habe; er habe sich vor den Karren der Massenmedien spannen lassen."

### Tätigkeit als Journalist
Nach seiner erzwungenen Ausreise lebte Jahn in West-Berlin. Er wollte in die DDR zurück und weigerte sich zunächst, den Pass der Bundesrepublik anzunehmen. Er machte unter anderem den UNO-Generalsekretär Javier Pérez de Cuéllar auf den Willkürakt der Ausbürgerung aufmerksam. 1985 reiste Jahn – von einer Auslandsreise kommend – über den Flughafen Berlin-Schönefeld heimlich nach Ost-Berlin und Jena. Hier traf er SED-Gegner wie Gerd und Ulrike Poppe, Martin Böttger und Ralf Hirsch, die ihm zurieten, in der Bundesrepublik seine Unterstützung der Friedens- und Menschenrechtsgruppen in der DDR fortzusetzen. Von 1985 bis 1987 bearbeitete er am Hamburger Institut für Sozialforschung das Studienprojekt „Opposition in der DDR“. Als freier Journalist produzierte er unter dem Pseudonym Jan Falkenberg beim ARD-Magazin Kontraste des Senders Freies Berlin mit Peter Wensierski zahlreiche Beiträge zu Opposition, Menschenrechtsverletzungen und Alltag im SED-Staat der 80er Jahre, darunter ein Beitrag über die Umweltverschmutzung in Bitterfeld, der mit Hilfe von Siegbert Schefke, Mitarbeiter der Umwelt-Bibliothek, gedreht wurde. Zudem war Jahn als freier Journalist für die tageszeitung tätig, die auf ihrer Ostberlin-Seite über oppositionelle Aktivitäten im Ostteil Berlins berichtete. Jahn wurde in West-Berlin gemeinsam mit Jürgen Fuchs zum wichtigsten Unterstützer der DDR-Opposition. So initiierte er unter anderem 1987 „Radio Glasnost“ mit, das vom West-Berliner Sender Radio 100 ausgestrahlt wurde.
Bis Ende 1989 wurde er vom Ministerium für Staatssicherheit (MfS) auch im Westen verfolgt und abgehört. Die Stasi führte gegen ihn den OV „Weinberg“, in dem Zersetzungsmaßnahmen dokumentiert sind.
Die Friedliche Revolution begleitete Jahn mit monatlichen Kontraste-Beiträgen über Demonstrationen, Besetzungen der Stasi-Zentralen und den Machterhaltungskampf von SED-Funktionären. Später widmete er sich immer wieder Themen der Aufarbeitung der SED-Diktatur.
Am 9. November 2009 war er mit der Bürgerrechtlerin Katrin Hattenhauer Redner beim „Fest der Freiheit“ am Brandenburger Tor.
Ab 1991 arbeitete Jahn beim Ostdeutschen Rundfunk Brandenburg, später Rundfunk Berlin-Brandenburg, als Redakteur für das Politikmagazin Kontraste, ab 2006 als Chef vom Dienst und stellvertretender Redaktionsleiter.

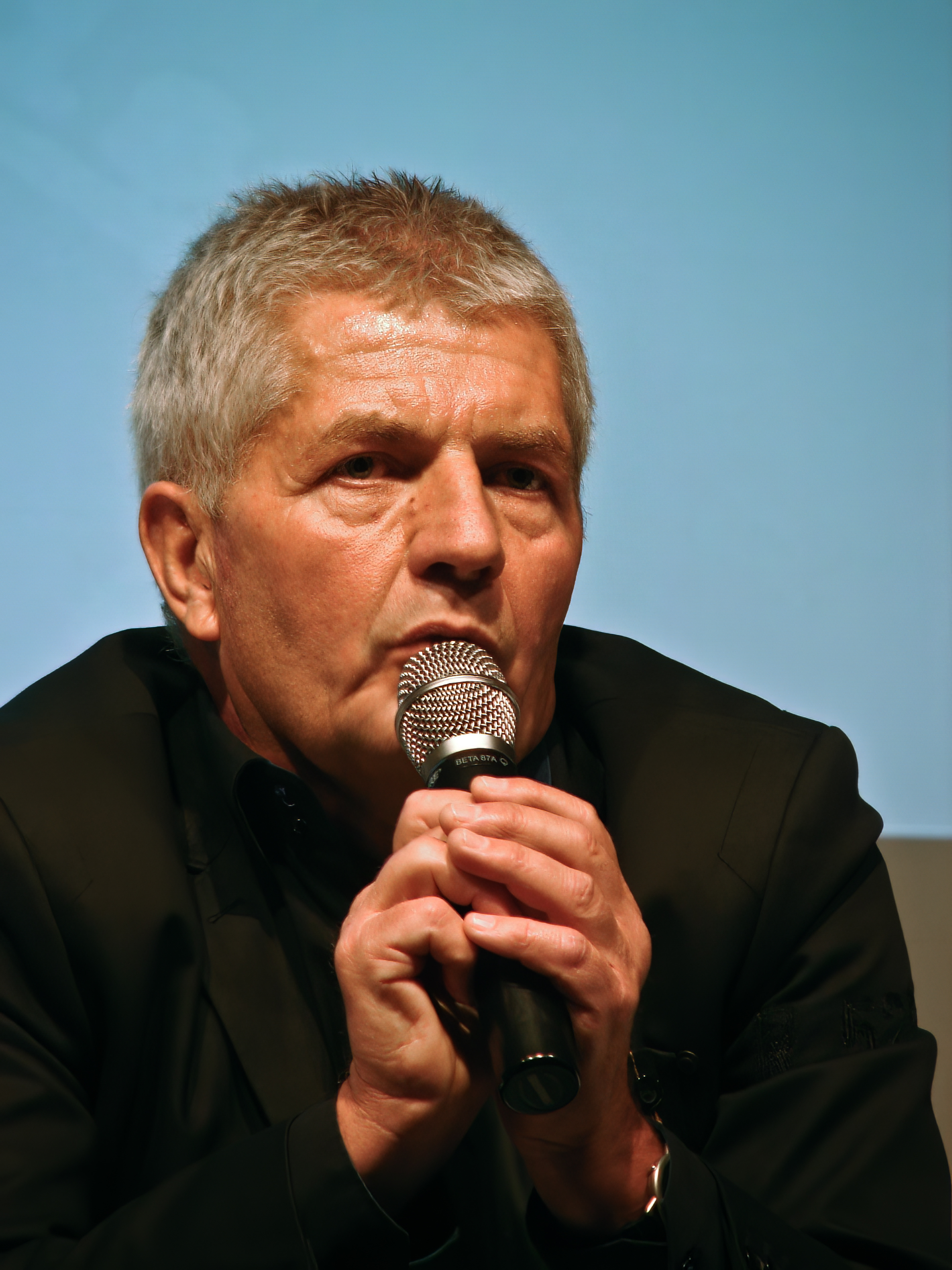
Roland Jahn, 2012

### Tätigkeit als Bundesbeauftragter für die Stasi-Unterlagen
Am 30. November 2010 beschloss das Bundeskabinett auf Empfehlung des Kulturstaatsministers Bernd Neumann, Jahn dem Deutschen Bundestag zur Wahl als Bundesbeauftragten der Stasi-Unterlagen-Behörde vorzuschlagen. Bei der Abstimmung im Bundestag am 28. Januar 2011 erhielt er fraktionsübergreifend 535 Stimmen, 21 Abgeordnete stimmten mit Nein und 21 enthielten sich. Zwei von 579 Stimmen waren ungültig. Am 14. März 2011 erhielt er im Deutschen Historischen Museum seine Ernennungsurkunde. Marianne Birthler übergab das Amt am 14. März 2011 ihrem Nachfolger.
Am 24. April 2011 erklärte Jahn, sich von den Mitarbeitern mit Stasivergangenheit in seiner Behörde trennen zu wollen. Er begründete dies mit der Glaubwürdigkeit seiner Behörde bei der Aufarbeitung der Geschichte der Staatssicherheit und dem Respekt gegenüber den Opfern. Er lasse mit einem Gutachten die rechtlichen Rahmenbedingungen für eine Versetzung der 47 bekannten ehemaligen Mitarbeiter der Stasi in andere Bundesbehörden prüfen. Anfang Mai lehnte der innenpolitische Sprecher der SPD-Bundestagsfraktion, Dieter Wiefelspütz, Jahns Pläne vehement ab. Die Stasi-Unterlagen-Behörde sei „keine Einrichtung, in der es um Menschenjagd geht“. Hingegen unterstützt die CDU-Bundestagsfraktion Jahns Vorgehen. Am 30. September 2011 verabschiedete der Bundestag die Novellierung des Stasi-Unterlagen-Gesetzes, die im § 37a ein Beschäftigungsverbot für ehemalige Stasi-Mitarbeiter in der Stasi-Unterlagen-Behörde regelt. Nach heftigen Auseinandersetzungen zwischen SPD und CDU/CSU wurde Jahn am 9. Juni 2016 für eine zweite Amtszeit wiedergewählt. Seine Amtszeit endete mit Auflösung der Behörde zum 16. Juni 2021.

## Preise und Auszeichnungen
Roland Jahn wurde 1998 mit dem Bundesverdienstkreuz am Bande ausgezeichnet. 2005 bekam er den Einheitspreis der Bundeszentrale für politische Bildung. Am 3. September 2010 erhielt er die Dankbarkeitsmedaille der Solidarność. 2014 erhielt er den Preis für die Freiheit und Zukunft der Medien der Medienstiftung der Sparkasse Leipzig.
Am 8. Juni 2018 wurde Jahn die Ehrendoktorwürde der Friedrich-Schiller-Universität Jena verliehen.
2021 bekam Roland Jahn für seine Verdienste um die Aufarbeitung der DDR-Vergangenheit den Großen Verdienstorden mit Stern der Bundesrepublik Deutschland überreicht.

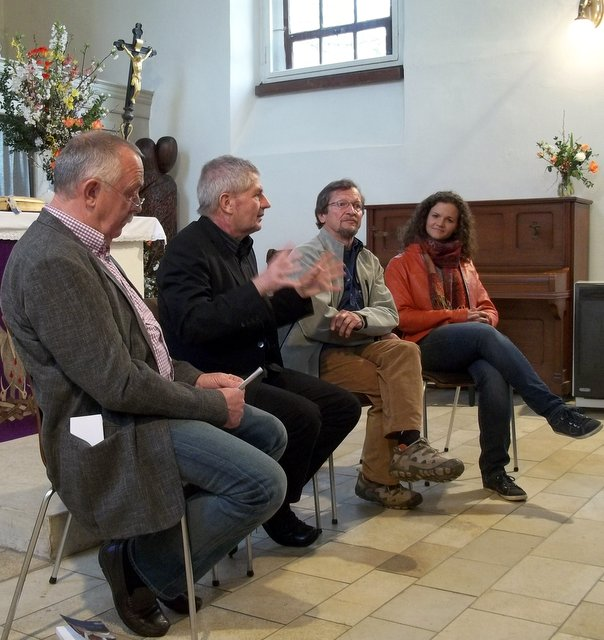
Buch-Präsentation und Podiumsgespräch in der Kirche Panitzsch am 30. März 2014: Buch-Autor Thomas Mayer, Roland Jahn, Christoph Wonneberger und Moderatorin Heide Binder (v. l.)

## Ehrenamtliche Mitarbeit
Jahn ist seit 1996 im Beirat der Robert-Havemann-Gesellschaft, der Gedenkstätte Berlin-Hohenschönhausen, seit 1999 im Fachbeirat der Stiftung zur Aufarbeitung der SED-Diktatur und war von 2006 bis 2010 im Beirat der Stiftung Berliner Mauer.

## Bücher
- Roland Jahn: Wir Angepassten. Überleben in der DDR, Piper, München 2014, ISBN 978-3-492-05631-1.

## Filme
- Kontraste: Auf den Spuren einer Diktatur. 3 DVDs, Mit einem Booklet von Ilko-Sascha Kowalczuk, hrsg. von der Bundeszentrale für politische Bildung und dem Rundfunk Berlin-Brandenburg (rbb), Bonn 2005
- Gabriele Denecke: Roland Jahn - der Stasiaufklärer. (Memento vom 11. Februar 2013 im Webarchiv archive.today) Dokumentation, rbb, Berlin 2011
- DDR geheim: Der Grenzbahnhof Probstzella (Doku, MDR Fernsehen 2019, 44 min / ardmediathek.de)